# حقوق کودکان در شیلی
حقوق کودکان در شیلی (انگلیسی: Children's rights in Chile) که با ابتکارات ملی تأمین شده‌است از حمایت همه سطوح دولتی برخوردار است.

## پیشینه
در شیلی آموزش و پرورش از کلاس اول تا کلاس ۱۲ همگانی، اجباری و مجانی است. طبق آخرین آمار در سال ۲۰۰۲ سطح متوسط آموزش مردم ۱۰ سال ذکر شده‌است. اما بر حسب مناطق و گروه‌های سنی تغییر می‌کند. در گزارش بانک جهانی آمده‌است که در سال ۲۰۰۴ بیش از ۹۰ درصد کودکانی که در سن تحصیل بودند به مدرسه رفتند. سه چهارم جمعیت کشور تحصیلات ابتدائی (۸ سال) و ۶۱ درصد جمعیت تحصیلات متوسطه (۱۲ سال) را تمام کرده‌اند. دولت مراقبتهای اولیه بهداشتی را از طریق یک سیستم عمومی تأمین می‌کند، که شامل چک اپ‌های منظم، واکسیناسیون، و مراقبتهای اورژانس بهداشتی، می‌باشد. پسران و دختران به مراقبتهای درمانی دسترسی برابر دارند.

## خشونت نسبت به کودکان
در شیلی خشونت نسبت به کودکان یک مشکل بوده‌است. پژوهشی که بنیاد صلح شهروندان در سال ۲۰۰۳ روی کودکان بین ۷ تا ۱۰ ساله انجام داد، نشان داد که ۶۰ درصد آنها مواجه با نوعی تعدی در مورد خودشان یا اموالشان، در داخل یا خارج از خانه هستند. مطالعات یونیسف در سال ۲۰۰۶ گزارش داد که ۷۵ درصد کودکان ۱۳ و ۱۴ ساله در معرض نوعی از خشونتهای فیزیکی یا روانی از جانب یک یا هردوی والدین خود بوده‌اند، از جمله ۲۶ درصد آنها گفتند که از خشونت فیزیکی شدید رنج می‌برند (یعنی کتک خوردن، زخمی شدن با چاقو، و سوختن).

## تجارت کودکان
وزارت عامه اعلام کرد از ماه ژانویه تا ماه نوامبر، ۱۹۷ مورد استثمار تجارتی جنسی در مورد نوجوانان گزارش شده‌است، در مقایسه با ۱۹۵ مورد در تمام مدت سال ۲۰۰۵. از ژوئن سال ۲۰۰۳ سازمان خدمات ملی کودکان با ۲۱۰۰ مورد جوانان قربانی تجارت استثمار جنسی مواجه بوده‌است. سازمان یاد شد همراه با چند سازمان غیردولتی دیگر و مدارس کار کردند تا عوامل سوء استفاده از کودکان را شناسائی و به کودکان قربانی مشاوره و خدمات اجتماعی داده و با خانواده آنها در تماس باشند.[۱] فحشا کودکان در شیلی و بکارگیری کودکان در کارهای اقتصادی غیرقانونی یک معضل است.